# Хенифис (национальный парк)
Национальный парк «Хенифис» (араб. متنزه اخنيفيس الوطني‎, фр. Le Parc National Khenifiss) — национальный парк на юго-западе Марокко, расположенный недалеко от Ахфенира на побережье Атлантического океана в области Эль-Аюн — Сегиет-эль-Хамра. Основанный в 2006 году парк был создан для защиты пустынных и прибрежных дюнных ландшафтов, а также водно-болотных угодий. Правительство заявило о своём намерении превратить парк в крупный туристический объект, специализирующийся на экотуризме.

## География
Парк площадью 1850 км² расположен на побережье Атлантического океана к северу от границы с Западной Сахарой между городами Тан-Тан на севере и Тарфая на юге. Через парк проходит национальный маршрут № 1, пролегающий вдоль атлантического побережья Марокко. Прибрежная часть включает лагуну Хенифис — самую большую лагуну на марокканском побережье. Внутренняя, пустынная часть включает себхи, дюны и известняковые плато и является типичной для ландшафтов Сахары.

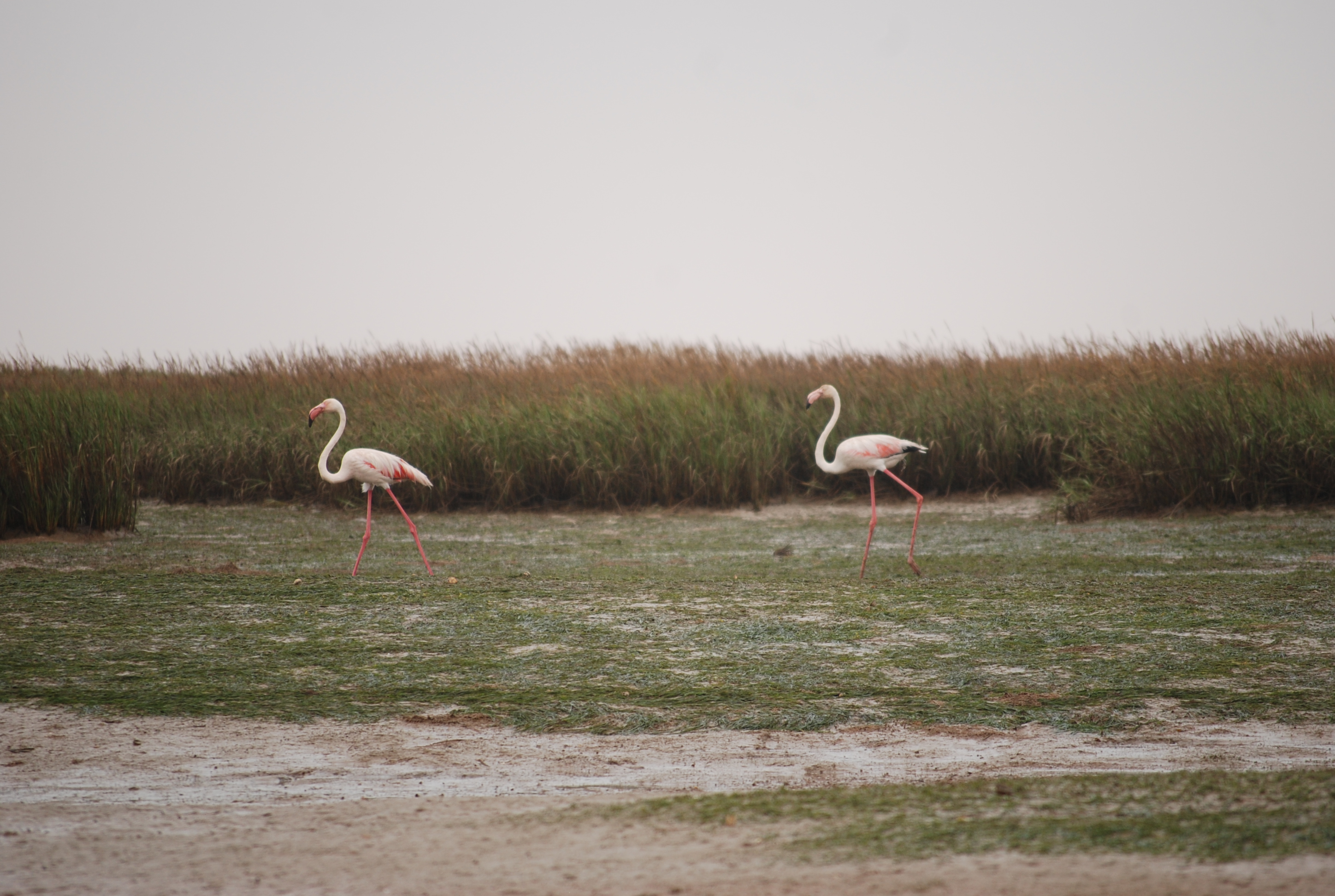
Фламинго в парке

### Орнитофауна
Лагуна является важным местом гнездования птиц. Огари, мраморные чирки и чайки Одуэна постоянно обитают в лагуне, а многие виды мигрируют сюда зимой. Ежегодно в районе лагуны в зимний сезон останавливается около 20 000 птиц. Организация BirdLife International признала это место ключевой орнитологической территорией (IBA), поскольку здесь имеется значительная зимующая популяция водоплавающих птиц.

## История
Парк был создан как природный заповедник в 1960 году. В 1980 году он был классифицирован как водно-болотное угодье международного значения. В 1983 году природный заповедник был преобразован в постоянный биологический заповедник. Объект был добавлен в Предварительный список Всемирного наследия ЮНЕСКО 12 октября 1998 года в «природной» категории. 26 сентября 2006 года на этой территории был создан национальный парк.